# Eurykleia (Mythologie)

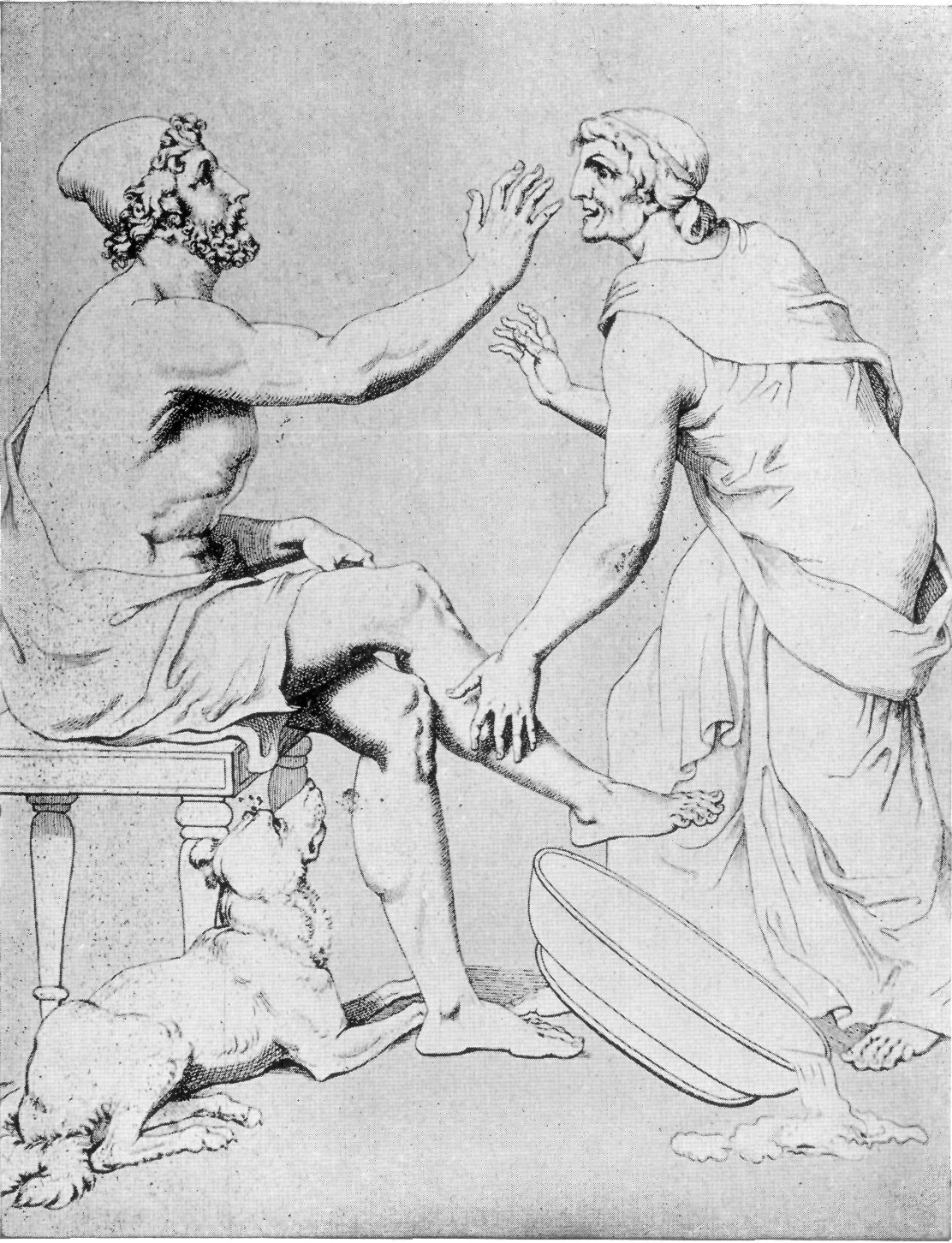
Johann Heinrich Wilhelm Tischbein: Odysseus und Eurykleia

Eurykleia (altgriechisch Εὐρύκλεια Eurýkleia) ist eine Person der Griechischen Mythologie. Die Hauptquelle zu ihrer Person stellt Homers Odyssee dar, in der sie als treue Amme des Odysseus geschildert wird.
Eurykleia war die Tochter des Ops und kam als junge Sklavin in die Dienste des Königs Laërtes von Ithaka, der sie für 20 Ochsen gekauft hatte. Am Hof wurde sie ausgesprochen gut behandelt. Der König wagte kein Verhältnis mit ihr anzufangen, da er Konflikte mit seiner Gattin Antikleia vermeiden wollte. Eurykleia zog dann Odysseus als Kind auf. Während dessen 20-jähriger Abwesenheit war sie seine sorgfältige und treue Haushälterin.
Als Odysseus nach so langer Zeit wieder nach Ithaka zurückkehrte, musste er sich zur Wiederherstellung seiner Herrschaft erst der seine treue Gattin Penelope bedrängenden Freier entledigen. Er suchte zunächst seine Identität zu verschleiern, kam daher als Bettler verkleidet in den Palast und wurde nicht erkannt, auch nicht von seiner Gemahlin. Diese trug Eurykleia auf, Odysseus die Füße zu waschen. Seine inzwischen alte Amme bemerkte seine Narbe am Schenkel, die von einer einst durch einen Eberzahn beigebrachten Wunde herrührte. An diesem Merkmal erkannte sie ihren heimgekehrten Herrn wieder. Doch der „Bettler“ verbot ihr drohend, diese Entdeckung seiner Gattin oder anderen Personen weiterzuerzählen.
Als Odysseus zum entscheidenden Kampf gegen die Freier schritt, gehörte Eurykleia zu seinen wenigen Unterstützern. Nachdem er die Auseinandersetzung gewonnen hatte, bremste er den Jubel seiner Amme und erfuhr von ihr, welche seiner Dienerinnen sich auf die Seite der Freier geschlagen hatten und deren Geliebte geworden waren. Unter ihnen war auch Melantho, die Penelope wie ihre eigene Tochter aufgezogen hatte. Die zwölf ungetreuen Mägde wurden aufgehängt. Später weckte Eurykleia ihre Herrin, die tief geschlafen hatte, und erzählte ihr von Odysseus’ Rückkehr, doch Penelope glaubte diese Botschaft erst, nachdem sie erprobt hatte, dass der Heimgekehrte ein Geheimnis wusste, das außer ihr nur ihr Gatte kennen konnte.
Mehrere erhaltene Bildwerke zeigen, wie Eurykleia dem Odysseus die Füße wäscht.